# 克里姆林米爾 (密蘇里州)
克里姆林米爾（英語：Kremlin Mill）是位於美國密蘇里州巴特勒縣的非建制地區。

## 歷史
克里姆林米爾的郵局於1878年設立，1880年關閉後又於1887年重啟，最終於1888年停運。

## 地理
克里姆林米爾所處的海拔為高於海平面105米（即345英呎），而該地所採用的時區為UTC-6，即北美中部時區（CST）。同時該地設有夏令時間，為UTC-6調快一小時，即UTC-5（CDT）。